# Dorothea Neff
Dorothea Neff (* 21. Februar 1903 in München; † 27. Juli 1986 in Wien) war eine österreichische Schauspielerin und Gerechte unter den Völkern.

## Leben
Nach einer Ausbildung in München führte ihre Bühnenlaufbahn Dorothea Neff in Rollen der jugendlichen Heldin und Liebhaberin nach Regensburg und Aachen, dann als Charakterdarstellerin an das Staatstheater München und weiter über Köln und Gera 1939 an das Deutsche Volkstheater nach Wien.
Engagiert wurde Dorothea Neff von Walter Bruno Iltz, der bereits in Gera ihr Intendant gewesen war. Hier spielte sie u. a. die Elisabeth in Friedrich Schillers Maria Stuart an der Seite von Judith Holzmeister, die Königin Isabella im gleichnamigen Theaterstück von Hans Rehberg und in Franz Grillparzers Ein treuer Diener seines Herrn an der Seite von O. W. Fischer.
Von 1941 bis 1945 versteckte Dorothea Neff ihre jüdische Freundin Lilli Wolff, die von der Deportation bedroht war, in ihrer Wohnung in der Annagasse im ersten Wiener Gemeindebezirk und gefährdete damit nicht nur ihre Theaterkarriere, sondern auch ihr eigenes Leben. Unterstützt wurde sie dabei vom damals jungen Arzt und späteren Psychiater Erwin Ringel, der Lilli Wolff im Krankheitsfall betreute. Am 2. September 1944 wurden in Wien alle Theater geschlossen und Dorothea Neff wurde in eine Fabrik in der Wurmsergasse eingeteilt, in der Uniformteile und Hemden für Soldaten erzeugt wurden. Sie sorgte die ganze Zeit für Lilli Wolff, bestach die Hausmeisterin und blieb mit Wolff in der Wohnung, auch wenn Luftschutzsirenen ertönten. Lilli Wolff wanderte nach dem Krieg in die USA aus, wo sie sich in Dallas niederließ.
Nach dem Krieg setzte Dorothea Neff ihre Karriere am Volkstheater in Wien fort, zunächst unter Günther Haenel, dann unter Direktor Leon Epp. Sie spielte die Mutter in Karl Kraus’ Die letzten Tage der Menschheit (1945), die Dorfhebamme Képes in Julius Hays Haben (1945) (eine Aufführung, die einen Theaterskandal verursachte, als Neff unter einer Madonnenstatue Gift versteckte), in Franz Grillparzers Medea (1946) und die Großmutter in der österreichischen Erstaufführung von Ödön von Horváths Geschichten aus dem Wiener Wald (1948). Bei dieser Aufführung kam es zum größten Theaterskandal nach dem Krieg, als Neff im letzten Bild den von ihr verschuldeten Tod des kleinen Enkels verkündete. Gastspiele führten sie ans Neue Theater in der Scala, wo sie 1953 in Nestroys Eulenspiegel auftrat, und ans Burgtheater.
In der Spielzeit 1962/63 wagte sich das Volkstheater mit Mutter Courage und ihre Kinder an ein Theaterstück von Bertolt Brecht. Dessen Stücke waren in Österreich über viele Jahre hinweg vor dem Hintergrund des Kalten Krieges unter Federführung von Hans Weigel und Friedrich Torberg im so genannten Brecht-Boykott nicht aufgeführt worden. Die Presse sprach von der „Blockadebrecher“-Premiere am 23. Februar 1963 mit Dorothea Neff in der Titelrolle. Regie führte Gustav Manker. Für ihre Darstellung in diesem Stück sowie für ihre Rolle der Frau Oberst Hühnerwadel in Frank Wedekinds Musik (Regie: Gustav Manker) erhielt Neff die Kainz-Medaille.
Von 1973 bis 1976 war Neff am Burgtheater und am Akademietheater engagiert, wo sie u. a. Elisabeth in Maria Stuart, Medea und Mutter Courage verkörperte. Wegen ihrer allmählichen Erblindung musste sie ihre Schauspielkarriere jedoch beenden und gab nur noch privaten Schauspielunterricht. 1978 wurde sie zum Ehrenmitglied des Volkstheaters ernannt.
Darüber, dass sie ihre Freundin Lilli Wolff vier Jahre unter Lebensgefahr in ihrer Wohnung versteckt hielt, hat Dorothea Neff geschwiegen; nur Insider wussten davon. Erst 1978 erfuhr eine Wiener Journalistin von der Rettungsaktion und konnte Neff für ein Interview über diese Zeit gewinnen. Das Interview erschien in der Wochenzeitung Die Furche, in der monatlich erscheinenden Gemeinde der Israelitischen Kultusgemeinde und in der Jüdischen Rundschau in Basel.
Während es auf die beiden in Wien erschienenen Artikel keine Reaktion gab, las der damalige israelische Botschafter in Wien den Basler Artikel und leitete ihn an die Holocaust-Gedenkstätte Yad Vashem in Jerusalem weiter. So kam es zur Ehrung Dorothea Neffs am 21. Februar 1980 im Akademietheater durch den israelischen Botschafter in Anwesenheit von Bundespräsident Rudolf Kirchschläger, bei der sie mit der Medaille von Yad Vashem als „Gerechte unter den Völkern“ ausgezeichnet wurde.
Eine für Dorothea Neff besonders wichtige Folge dieser Auszeichnung war, dass sie trotz ihrer Erblindung ihre Schauspielkarriere wieder aufnehmen konnte. Zuletzt trat sie 1981 in einer Folge der Fernsehserie „Die liebe Familie“ zusammen mit ihrer langjährigen Lebensgefährtin, der Schauspielerin Eva Zilcher, auf.

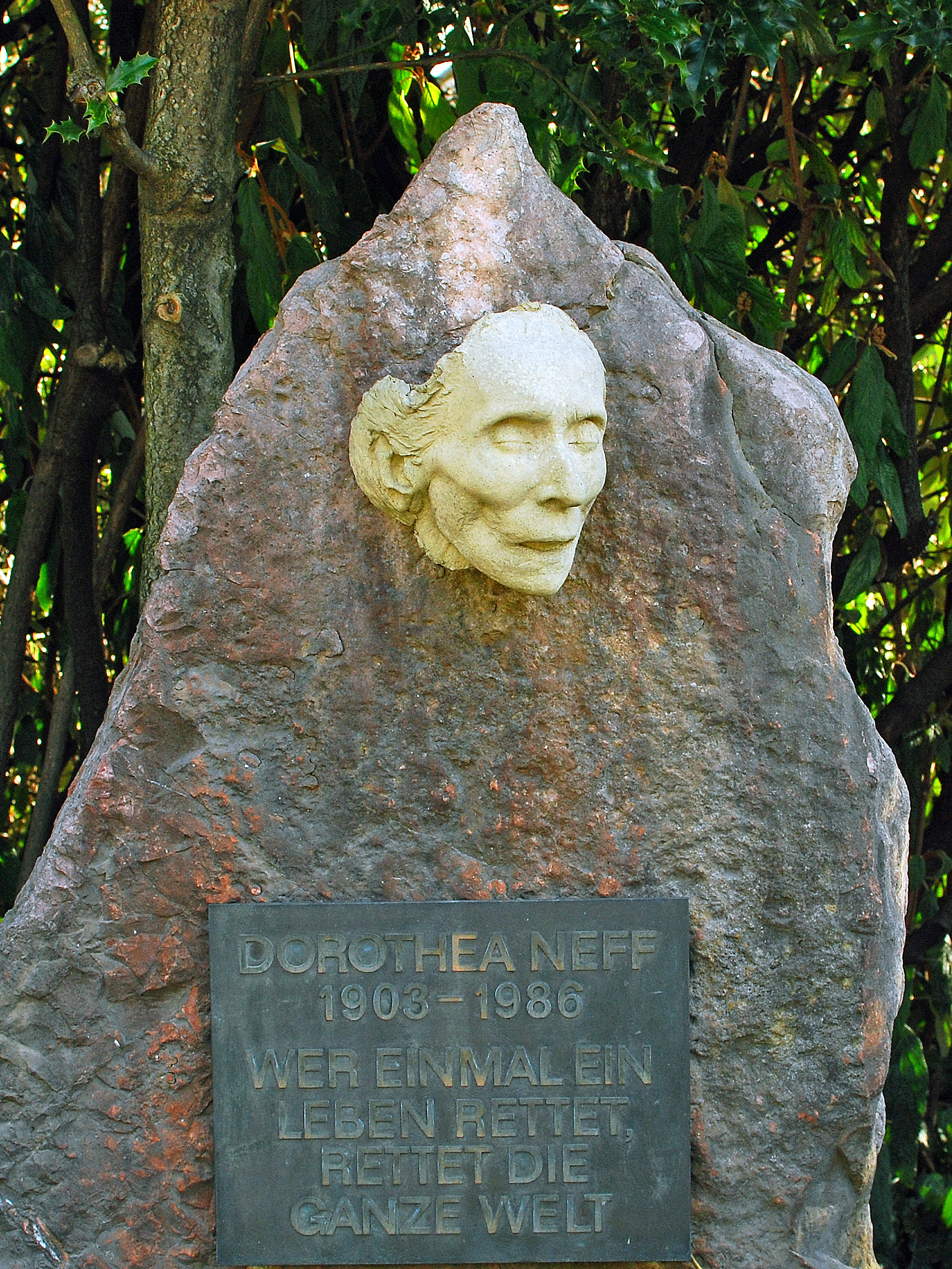
Grabstein am Zentralfriedhof

1986 wurde Dorothea Neff auf dem Wiener Zentralfriedhof (Gruppe 33G, Nr. 72) in einem Ehrengrab der Stadt Wien beigesetzt. Hier ist auch Eva Zilcher beerdigt.
2007 wurde in Wien im 7. Bezirk ein neuer Park Ecke Seidengasse/Bandgasse nach Dorothea Neff benannt. 2018 wurde im 12. Wiener Gemeindebezirk Meidling der Dorothea-Neff-Weg nach ihr benannt.
Vom damaligen Volkstheater-Direktor Michael Schottenberg bekam der Tiroler Autor und Dramatiker Felix Mitterer den Auftrag, ein Theaterstück über Dorothea Neffs spontane Entscheidung, ihre Freundin Lilli Wolff bei sich zu verstecken, und die darauf folgenden Jahre zu schreiben. Die Uraufführung von Du bleibst bei mir fand am 9. September 2011 statt; Neff wurde von Andrea Eckert dargestellt, die noch bei Neff und Zilcher Schauspielunterricht gehabt hatte. Über die Vorgeschichte des Theaterstückes und seine schwierige Entstehungsgeschichte schrieb Felix Mitterer in der Einleitung des Programmes zur Uraufführung.
Ungeklärt blieb die Frage, warum Dorothea Neff so lange geschwiegen hatte. Ein Grund konnte sein, dass die Liebesbeziehung zwischen ihr und Lilli Wolff an den Anspannungen der Jahre im Versteck gescheitert war. Wolff hat nach ihrer Auswanderung in die USA nie wieder österreichischen Boden betreten. Ausschlaggebend war jedoch etwas anderes: Als Folge des Bekanntwerdens der Ehrung von Dorothea Neff begann sich die Historikerin, politische Journalistin und Autorin Ines Rieder, die über die Geschichte von Schwulen und Lesben forschte, grundsätzlich mit der in der Wissenschaft bislang ausgeblendeten Frage „lesbischer U-Boote“ in der NS-Zeit zu beschäftigen. Dabei wurde auch deutlich, dass bis 1971 Homosexualität in Österreich strafrechtlich verfolgt wurde, wovon auch die Beziehung von Dorothea Neff und Eva Zilcher betroffen war.

## Filmografie
- 1946: Praterbuben
- 1948: Das singende Haus
- 1948: Gottes Engel sind überall
- 1951: Das unmögliche Mädchen (Fräulein Bimbi)
- 1952: Abenteuer in Wien
- 1954: Schicksal am Lenkrad
- 1955: Herr Puntila und sein Knecht Matti
- 1957: Eva küßt nur Direktoren
- 1957: Sissi – Schicksalsjahre einer Kaiserin
- 1958: Die Halbzarte
- 1958: Familie Leitner (Serie)
- 1960: Ich heirate Herrn Direktor
- 1962: Einen Jux will er sich machen
- 1962: Liebe im September
- 1964: Das Haus der Vergeltung (TV)
- 1967: Der Befehl (TV)
- 1985: Wind von Südost
- 1986: Mit meinen heißen Tränen (TV)
- 1987: Francesca

## Dorothea-Neff-Preis
Nach der Umwidmung des Karl-Skraup-Preises in den jetzigen Dorothea-Neff-Preis würdigt das Volkstheater Wien gemeinsam in Kooperation mit der Bank für Arbeit und Wirtschaft und Österreichische Postsparkasse AG (BAWAG) seit 2011 „eine große couragierte Künstlerin“ am Wiener Volkstheater, die „sowohl durch ihre Menschlichkeit als auch durch ihre künstlerische Bedeutung ein großes Beispiel unserer Zeit ist“.